# Vimmerby folkhögskola
Vimmerby folkhögskola är en folkhögskola i Vimmerby. Skolan byggdes 1956 och ligger centralt i Vimmerby. Vimmerby folkhögskola har  Region Kalmar län som huvudman.
På skolan finns allmän kurs på både grundskole- och gymnasienivå för den som behöver läsa in grundskola eller gymnasium, men även yrkesutbildningar på gymnasienivå: barnskötarutbildningen, fastighetsskötarutbildningen, samt eftergymnasiala yrkesutbildningar: socialpedagogutbildning och utbildningen till medicinsk sekreterare. Från hösten 2021 samarbetar Vimmerby folkhögskola med Vimmerby kulturskola kring utbildningen Musikalartist, ett samarbete som utökades inför höstterminen 2022 då ytterligare en utbildning startades: Musikalartist - Produktionsår. Vimmerby folkhögskola har internat med 60 rum.